# Distribució de Conway–Maxwell–Poisson
En teoria i estadística de probabilitats, la distribució de Conway–Maxwell–Poisson (CMP o COM–Poisson) és una distribució de probabilitat discreta que porta el nom de Richard W. Conway, William L. Maxwell i Siméon Denis Poisson que generalitza la distribució de Poisson afegint un paràmetre. modelar la sobredispersió i la subdispersió. És un membre de la família exponencial, té la distribució de Poisson i la distribució geomètrica com a casos especials i la distribució de Bernoulli com a cas límit.

## Rerefons
La distribució CMP va ser proposada originalment per Conway i Maxwell el 1962 com una solució per gestionar sistemes de cua amb tarifes de servei depenent de l'estat. La distribució CMP va ser introduïda a la literatura estadística per Boatwright et al. 2003 i Shmueli et al. (2005). La primera investigació detallada sobre les propietats probabilístiques i estadístiques de la distribució va ser publicada per Shmueli et al. (2005). Alguns resultats de probabilitat teòrica de la distribució COM-Poisson són estudiats i revisats per Li et al. (2019), especialment les caracteritzacions de la distribució COM-Poisson.

## Funció de massa de probabilitat
La distribució CMP es defineix com la distribució amb funció de massa de probabilitat
{\displaystyle P(X=x)=f(x;\lambda ,\nu )={\frac {\lambda ^{x}}{(x!)^{\nu }}}{\frac {1}{Z(\lambda ,\nu )}}.}
on:
{\displaystyle Z(\lambda ,\nu )=\sum _{j=0}^{\infty }{\frac {\lambda ^{j}}{(j!)^{\nu }}}.}
La funció {\displaystyle Z(\lambda ,\nu )} serveix com a constant de normalització, de manera que la funció de massa de probabilitat suma un. Tingues en compte que {\displaystyle Z(\lambda ,\nu )} no té una forma tancada.